# 551
Năm 551 là một năm trong lịch Julius.